# Love Notes
Love Notes is een Canadese televisiefilm uit 2007. De film gaat over een vrouw die zwanger wordt van een bekende zanger en de baby wil afstaan voor adoptie.

## Verhaal
De mooie Nora Flannery is een kenner van klassieke muziek en presenteert een klassiekemuziekprogramma op de radio. Op een avond ruilt ze met een collega die zich bezighoudt met popmuziek van plaats. Ze gaat naar een concert van een countrygroep en krijgt nadien een interview van zanger Jamie Derringer. Die is de drukte backstage echter moe en vraagt met Nora mee te rijden naar zijn hotel. Om hem te plezieren laat ze hem rijden en omdat het koud is krijgt ze zijn jas. Als ze in de lobby aan het interview beginnen komt een koppel om een handtekening vragen. Jamie wimpelt ze af, de man wordt boos en er ontstaat een handgemeen. Hierna loopt Jamie weg naar zijn hotelkamer en laat Nora achter.
Nora ziet dat ze nog steeds Jamies jas heeft en brengt die naar de hotelkamer. Daar is Jamie intussen bedaard en ze besluiten het interview voort te zetten. Jamie vertelt hoe hij leerde gitaar spelen en speelt een stukje voor. Vervolgens vraagt hij haar een stukje te spelen, maar omdat het bij haar lang geleden is, lukt het niet goed en hij helpt haar. Hierna volgt een kus. Nora is hierop eerst terughoudend maar gaat dan toch verder. Uiteindelijk belanden ze samen in bed. De volgende ochtend worden ze gewekt door Jamies manager die meldt dat de tourneebus binnen tien minuten vertrekt. Haastig neemt Jamie afscheid en Nora blijft alleen achter in de hotelkamer.
Een paar weken later krijgt Nora last van misselijkheid en ze komt met een zwangerschapstest te weten dat ze zwanger is. Ze probeert Jamie te bereiken, maar die is op tournee en onbereikbaar. Nora wil haar georganiseerde leven niet opgeven, ook al omdat ze gezien heeft hoe moeilijk haar eigen moeder het als alleenstaande had, en besluit de baby op te geven voor adoptie. Haar beste vriendin Claire wil net een kind maar kan er geen krijgen en dus belooft ze het kind aan haar. Weken later wil Claires man echter scheiden en dus gaat dit niet door. Dan gaat Nora naar een adoptiebureau en daar krijgt ze een lijst met kandidaat-koppels die ze mag opzoeken alvorens er één uit te kiezen. Ook krijgt ze te horen dat de vader afstand moet doen van het kind door een document te tekenen.
Ze hoort dat Jamie in Atlanta gaat optreden en rijdt ernaartoe. Zo kan ze meteen enkele adoptiekoppels in die buurt opzoeken. Als Jamie na zijn optreden buitenkomt roept Nora zijn naam. Hij ziet haar maar lijkt haar niet te herkennen en vertrekt. De volgende dag probeert ze het opnieuw als hij zijn hotel buitenkomt, maar hij negeert haar en rijdt weg. Nora achtervolgt hem een hele tijd in haar huurwagen maar geeft uiteindelijk op. Als Jamie dit ziet, keert hij toch om en stapt uit. Nora stapt opeens in zijn wagen en Jamie kan niet anders dan met haar meerijden. Nora gaat een adoptiekoppel opzoeken en geeft Jamie de overeenkomst die hij moet tekenen.
De volgende dag brengt Jamie haar naar het verhuurbedrijf voor een nieuwe huurauto, maar Nora zorgt ervoor dat hij haar naar het volgende adoptiekoppel moet brengen. Na het bezoek krijgt Nora plotseling weeën en hij brengt haar naar een manege, waar Jamies familie blijkt te wonen. De weeën zijn vals alarm en ze blijven overnachten. Nora komt te weten dat Jamie zelf een adoptiekind is en dat hij er daarom tegen is dat Nora het kind laat adopteren. Hij heeft de papieren immers nog steeds niet getekend. Nora neemt vervolgens een taxi en vertrekt. Later is ze op visite bij een lesbisch kandidaat-koppel voor de adoptie. Daar breekt haar water en ze brengen haar naar het ziekenhuis.
In het ziekenhuis belt Nora haar vriendin Claire om haar bij te staan. Na de bevalling wordt de baby weggebracht, zodat ze er niet aan gehecht zal raken. Dan komt ook Jamie aan in het ziekenhuis. Hij hoort in de wachtkamer het lesbische koppel zeggen dat zij het kind zullen krijgen en vertrekt weer. Hij laat een enveloppe voor Nora achter waarin de ondertekende overeenkomst van afstand van het kind zit. Nora begint nu de bevalling achter de rug is te twijfelen en ook Claire raadt haar aan het kind te houden. Uiteindelijk verandert ze van gedachte en vertelt het lesbische koppel dat ze het kind zelf zal houden.
Later zoekt Jamie dat koppel op om zijn dochter te zien. Zij vertellen hem dat ze het niet hebben en geven hem het adres van Nora. Die is thuis met haar kind, dat ze Jamie genoemd heeft, bezig als de bel gaat. Ze doet open met het meisje in haar armen als daar Jamie staat. Ze trekt hem binnen en ten slotte kust ze hem.

## Rolbezetting
| Acteur                | Personage        | Opmerkingen    |
| --------------------- | ---------------- | -------------- |
| Laura Leighton        | Nora Flannery    |                |
| Antonio Cupo          | Jamie Derringer  |                |
| Ellie Harvie          | Claire           |                |
| John Tench            |                  | Jamies manager |
| Scott McGillivray     | Mac Miller       |                |
| Madison Graie         | Roberta Miller   |                |
| Aaron Pearl           | Steve Fitzgerald |                |
| Lorena Gale           | Aveva Marley     |                |
| David McNally         | Rene Beniov      |                |
| Peter Graham-Gaudreau | Jeff             |                |
| Lenore Zann           | Merry            |                |
| Peter Benson          |                  | journalist     |
| Katie Chapman         |                  | jonge vrouw    |